# ماكدونيل دوغلاس إكس-36
ماكدونيل دوغلاس إكس-36  (بالإنجليزية: McDonnell Douglas X-36)‏ هي طائرة تجريبية بدون ذيل، أنتجت في الولايات المتحدة. من صناعة ماكدونيل دوغلاس. كان أول طيران لها في 17 مايو 1997 . صنع منها طائرتان.